# Малярпластика
Малярпластика — пластическая операция по изменению выраженности скуловых областей. Существует два типа малярпластики: увеличивающая и уменьшающая, и два типа доступа: внутриротовой и наружный — через разрезы в височной области и за ушами. Для увеличения скул применяются имплантаты (искусственные протезы из твердого силикона), которые устанавливают на наружную поверхность скуловой кости.
Малярпластика может применяться при:
- асимметрии лица (в том числе, возникшая в результате травмы)
- недоразвитых, широких или впалых скулах
- врожденных или приобретенных дефектах скул

## Противопоказания для малярпластики
- Хронические заболевания внутренних органов
- Сахарный диабет
- Онкологические заболевания
- Нарушение свертываемости крови
- Психические заболевания
- Сердечно-сосудистые заболевания
- Нарушение обмена веществ

## Необходимые анализы
Анализ крови, общий анализ мочи, биохимия крови, анализ крови на ВИЧ, сифилис, гепатит, коагулограмма (исследование свертываемости крови), ЭКГ.

## Период реабилитации
Полный период реабилитации занимает около полугода. В течение первой недели после операции недели необходимо употреблять исключительно жидкую пищи. На протяжении месяца необходимо после каждого приема пищи полоскать рот дезинфицирующими растворами; избегать физических нагрузок, не посещать солярий, баню, а также отказаться от проведения любых серьёзных косметических процедур. Для облегчения болей, снятия гематом и отеков советуют прикладывать лёд.

## Возможные осложнения
- Отторжение имплантатов
- Отеки и гематомы
- Тошнота и головокружение
- Болевой синдром
- Кровотечение
- Инфицирование